# Hinojos
Hinojos es un municipio español de la provincia de Huelva, Andalucía. El municipio cuenta con una población de 4056 habitantes (INE 2024). Su extensión superficial es de 319,88 km² y tiene una densidad de 12,8 hab/km². Se encuentra situada a 64 kilómetros de la capital de provincia, Huelva.

## Historia
Antes de la conquista de Sevilla por Fernando III El Santo en 1248, Hinojos formaba parte del reino de taifas de Tejada, cuyo último reyezuelo árabe se llamaba Hamet. El reino de Tejada se extendía por el actual campo de Tejada, abarcando todos los pueblos y lugares que estaban situados desde el río Guadiamar hasta el río Tinto, donde comenzaba el reino de Niebla.  
Hamet negocia con el rey San Fernando, tras la conquista de Sevilla, la entrega de su reino a cambio de otras posesiones. Y es así como Hinojos, junto con otros pueblos como Chucena, Alcalá de la Alameda, Manzanilla, Paterna, Escacena, Xenís, Carrion, etc pasó a formar parte del Reino Cristiano. 
Hinojos, que conservó esa denominación una vez en poder de los castellanos, fue repoblado, una vez completamente exento de población árabe, por las familias de setenta soldados Almogávares, y por su capitán, o almocadén, Pedro García. Estos habían participado en la conquista de Sevilla. A cada uno de los cuales se les entregó dos aranzadas de olivar, dos de viña y una huerta. Las familias que repoblaron Hinojos procedían de Ocaña, Uclés, Toledo, Huete, Cuenca, Plasencia y Montalbán. 
Por esa misma época recibe donaciones de la Corona, en Hinojos, la Orden de Santiago, que construye un Hospital, la actual Ermita de Nuestra Señora de la Soledad y adapta como Iglesia Parroquial el torreón almohade existente en el pueblo como elemento defensivo, hoy perfectamente visible. Con añadidos mudéjares posteriores, aquel torreón de antaño es hoy la actual Parroquia de Santiago El Mayor. 
Cuando el Rey Alfonso X El Sabio decide conquistar Niebla, son los descendientes de aquellos primeros repobladores los que son llamados a participar en dicha conquista. 
Es precisamente en un lugar de las afueras de Hinojos, conocido como Los Padrones, donde tiene lugar la batalla conocida por dicho nombre, entre las huestes del Rey San Fernando y las de Abu Nasr Fath ben Jalaf, último rey de la taifa de Niebla. Esta batalla ganada por los castellanos se considera como la antesala, la que abrió la puerta a la conquista de Niebla 
Por la memorable contribución de los hinojeros de entonces a aquella conquista, Hinojos recibe del Rey Sabio el emblema de No-madejado que aún luce en su escudo la villa de Hinojos. Y la donación al pueblo de una extensa finca, de doce mil hectáreas, denominaba la Marisma Gallega que conforma parte de los bienes propios del Ayuntamiento de Hinojos. 
En la actual ermita de Nuestra Señora del Valle y del Señor San Sebastián, antigua mezquita convertida después de la repoblación al culto católico, aún lucen los pendones del Rey Sabio que dejó a las plantas de la Virgen que Vale, la Virgen del Valle, ante la que el rey se postró "de Hinojos" antes de aquella memorable batalla. 
En 1594 formaba parte del reino de Sevilla en la Mitación de San Juan y contaba con 285 vecinos pecheros.
Sobre la etimología de su nombre actual existen varias versiones, entre las que destacan una proveniente de la abundancia de esta planta (hinojo) en su término, así como una versión histórica. En esta última se relata como el rey Alfonso X "el Sabio" se postró de hinojos ante la patrona del pueblo, antes de la batalla en que fue reconquistado, dándole así su nombre actual.
Parece ser que hubo una aldea romana situada en el mismo emplazamiento del Hinojos actual. El nombre de esta aldea fue Omnium. Por derivación fonética, en la época visigoda el pueblo comenzó a llamársele Omnuios, Onujus, Oinogos, Ynoios, hasta finalmente convertirse en Hinojos.

## Demografía
Hinojos cuenta con una población de 4056 habitantes (INE 2024).
| Gráfica de evolución demográfica de Hinojos entre 1842 y 2021                                                       |
| |
| Población de derecho según los censos de población del INE Población de hecho según los censos de población del INE |

| 3548                      | 3556 | 3544 | 3601 | 3591 | 3683 | 3726 | 3797 | 3806 | 3807 | 4125 | 3951 |
| (Fuente: INE [Consultar]) |      |      |      |      |      |      |      |      |      |      |      |

## Economía local
Su economía se basa fundamentalmente en la explotación agrícola, siendo el verdeo de aceituna de mesa la actividad principal, también ganadera y maderera, el turismo así como en empresas locales de servicios, . Los municipios más cercanos y colindantes son Almonte, Pilas, Chucena y Villamanrique de la Condesa.
Entre otras empresas, en este término tiene su sede central la empresa Instituto Español, dedicada la fabricación de artículos de cosmética, higiene personal y droguería y también Nuvaria, dedicada a fabricación de artículos plásticos de higiene personal y de limpieza, tales como esponjas, fregonas etc.

### Evolución de la deuda viva municipal
El concepto de deuda viva contempla sólo las deudas con cajas y bancos relativas a créditos financieros, valores de renta fija y préstamos o créditos transferidos a terceros, excluyéndose, por tanto, la deuda comercial.
| Gráfica de evolución de la deuda viva del Ayuntamiento de Hinojos entre 2008 y 2022                                  |
| |
| Deuda viva del Ayuntamiento de Hinojos, en miles de euros, según datos del Ministerio de Hacienda y Función Pública. |

## Patrimonio natural
Hinojos posee una gran riqueza medioambiental en su término. A él pertenece la mayor parte de la marisma y parte del parque nacional de Doñana.
La marisma de Hinojos es uno de los enclaves más importantes de Europa por donde pasan cientos de miles de aves migratorias en su largo peregrinar. En invierno se refugian aquí miles de aves procedentes de los países del norte de Europa, como por ejemplo los ánsares o las grullas. Más tarde, en primavera, pasan miles de aves migratorias procedentes de África como los moritos, garzas imperiales o límicolas. Es importante recordar que Doñana se funda como Parque Nacional en 1969 por su especial importancia para la avifauna, así como por tener dos especies únicas en peligro de extinción: el lince ibérico y el águila imperial ibérica. También, por la combinación de ecosistemas —bosque y matorral, dunas y playa, marismas y vera— tan dispares en un área relativamente pequeña, algo único en Europa.
También alberga en sus zonas boscosas de la Cañada Mayor y el Coto del Rey la población de lince Ibérico más importante al oeste de Andalucía.
Parajes tan populares en la romería del Rocío como la Raya Real, el Palacio del Rey o el Puente del Ajolí, por el que muchas hermandades llegan hasta El Rocío, pertenecen al término de Hinojos.

## Patrimonio histórico
En su patrimonio destacan:
- la iglesia parroquial de Santiago el Mayor, declarada Bien de Interés Cultural en 2005.
- la Ermita del Valle, de origen árabe, dadas las inscripciones existentes en su cúpula. Antiguamente llamada de San Sebastián y Vera Cruz.
- La ermita de nuestra Señora de la Soledad, que fue un antiguo hospital de la caridad.

## Fiestas típicas
En Hinojos tiene amplia tradición histórica el festejo de distintas celebraciones, siendo las más importantes de origen Cristiano.
Por orden cronológico, durante el año tienen lugar: 
"Los Quintos o Los Quintosmare", en la cual los jóvenes que entran en quinta (es decir, alcanzan la mayoría de edad y, en su origen estaban así preparados para comenzar el servicio militar) se tiñen el rostro con añil y persiguen por las calles a los niños para teñirles igualmente, se celebra la segunda semana de febrero.   
La Semana Santa es de gran interés comenzando con la procesión de palmas el Domingo de Ramos.  
En la madrugada del miércoles Santo tiene lugar la salida del Santísimo Cristo atado a la columna, conocida como la procesión del "silencio".  
El Jueves Santo es la  Primitiva, Real y Pontificia Archicofradía de Vera+Cruz y Esperanza  la que realiza estación de penitencia, con el Santísimo Cristo de la Vera+Cruz, y María Santísima de la Esperanza, siendo un día destacable por el arraigo y la tradición devocional que parte de la localidad profesa a ésta Hermandad. 
El Viernes Santo procesiona la Real Antigua Ilustre y Fervorosa Hermandad de Gloria y Cofradía de Nazarenos del Santo Entierro de Cristo, Jesús Resucitado, Nuestra Señora de la Soledad, Santa María Magdalena y Santa Ángela de la Cruz, con el Santísimo Cristo yacente junto con la Virgen de la Soledad, la única imagen dolorosa de la localidad  (imagen barroca de autor desconocido, datada a finales siglo XVII) que sale desde su ermita en la calle Santiago en una multitudinaria penitencia
El Sábado de Gloria, el pueblo se transforma en júbilo.  Santa María Magdalena cargada por niños y la Virgen de la Soledad ataviada con una radiante saya de gloria restaurada por el bordador y vestidor Grande de León,son trasladadas a la ermita del Valle donde permanecerán toda la noche hasta el Domingo de Resurrección, tras éste, Jesús Resucitado hace su traslado a la Parroquia a la espera del gran día.
El Domingo de Resurrección Archivado el 26 de marzo de 2017 en Wayback Machine. se celebran "los abrazos", Auto Sacramental que ha llegado hasta nuestros días a pesar de haber estado prohibido durante algunas épocas de nuestra historia. La mañana del Domingo de Resurrección comienza con "El Júa" (Judas), muñeco de trapo que representa al Apóstol que traicionó a Jesús, se ata a un alto palo y numerosos cazadores y aficionados se congregan para dispararle con sus escopetas. Tras "El Júa", comienza la procesión de la Virgen de la Soledad y de Santa María Magdalena hasta la plaza del Ayuntamiento donde está Jesús Resucitado y tiene lugar el Auto Sacramental de la Resusrrección conocido en el pueblo como "Los Abrazos", . 
El día de la Santa Cruz , celebrado el 3 de mayo, ya documentado en el siglo XV en Hinojos. La entrada de mayo desde tiempo inmemorial se celebraba con los cultos a la Santa Cruz y la festividad se trasladaba a las calles al más puro estilo andaluz. Hoy día, siglos después, sigue conservándose la esencia de la fiesta con el Triduo el 1, 2 y 3 de mayo, siendo este último el culmen de las celebraciones y antesala de la Romería de la Hermandad. 
"El Rocíito" o "Rocío chico", tiene lugar normalmente cuando se realiza el traslado del simpecado de la Hermandad del Rocío de Hinojos, desde la Parroquia a la casa del Hermano Mayor de cada año, para allí hacerle la Novena. Los Niños vestidos de flamenco/a acompañan a una réplica en miniatura de la carreta del simpecado grande en una procesión a casa de los hermanos mayores de cada año. 
El Rocío. Hinojos es la décimo-novena hermandad Rociera por orden de antigüedad. Dada la cercanía de Hinojos con la aldea del Rocío siempre ha existido una gran devoción y un fuerte vínculo con la misma. La Hermandad del Rocío también tiene gran importancia y devoción, todos los años peregrina a la Aldea Almonteña para la celebración de Pentecostés. 

El Corpus Christi, es otra de las fiestas grandes del pueblo en la cual se visten las calles principales del pueblo con ramas de eucaliptos y el suelo se cubre de romero. Las puertas de las casas se adornan con arcos de flores para la ocasión y en algunos casos se montan altares o alfombras de serrín de colores. Por las calles engalanada desfilan los niños que han realizado la comunión de ese mismo año junto a la Custodia.  

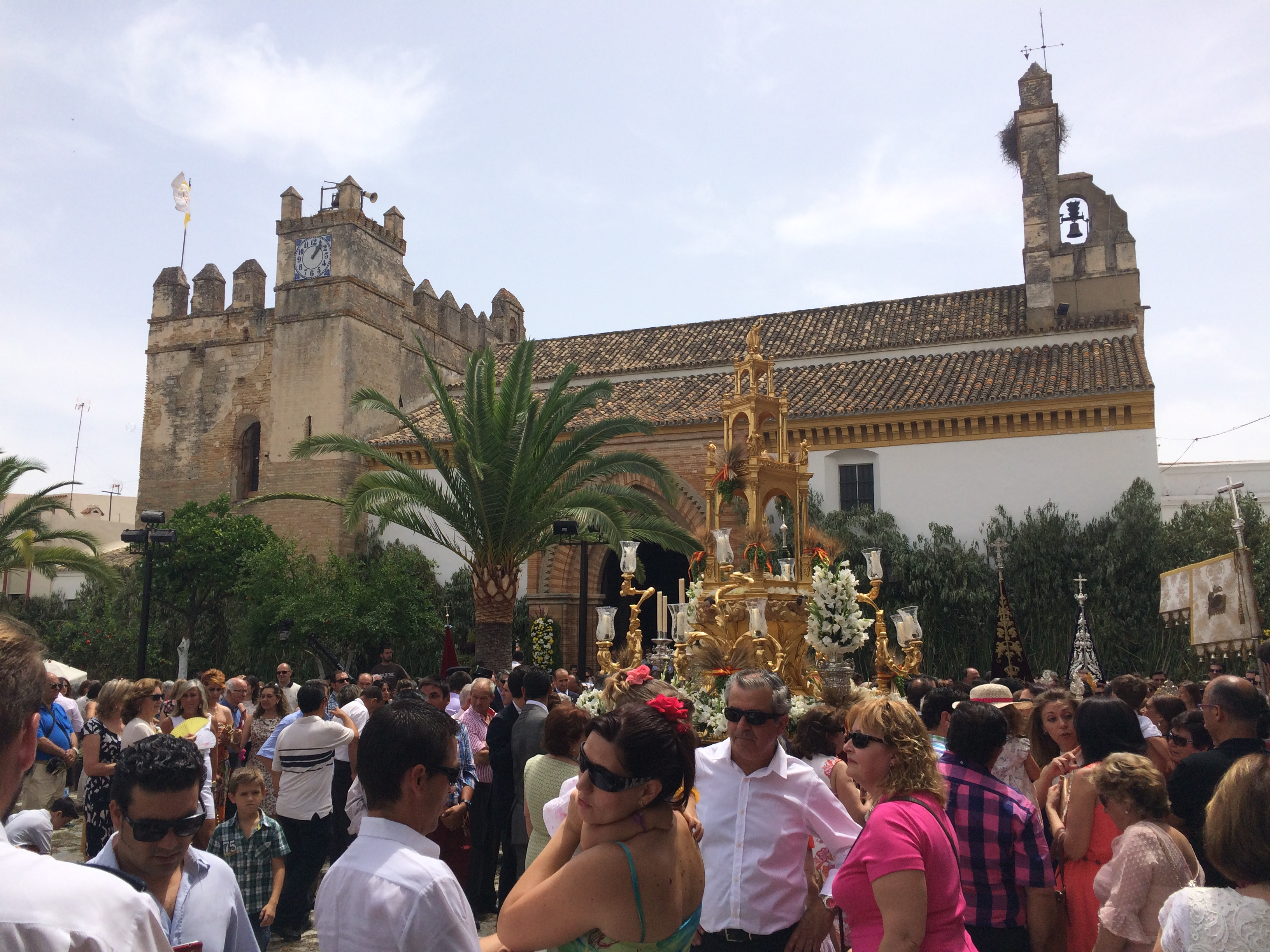
Corpus de Hinojos

El Romerito de Hinojos, suele ser el fin de semana siguiente al de Corpus, en la cual la Hermandad de la Vera+Cruz celebra con la Virgen de la Esperanza (la misma imagen que procesiona bajo palio el Jueves Santo) vestida de Pastora y de la Santa Cruz de Cristo su tradicional Romerito cuyos orígenes, al igual que los de la propia Hermandad, se remontan documentalmente a 1560, erigiéndose así en la Fiesta de Gloria más antigua de Hinojos. Ya el día tres de mayo, festividad de la Invención de la Santa Cruz, tras la Función religiosa y la procesión de la Cruz Antigua por el tradicional y emblemático lugar Crucero de El Cerrillo, se lleva a cabo en la Casa de la Cultura la Presentación Oficial de las Reinas Mayor e Infantil de este Romerito hinojero. El jueves, sobre las 24,00 h , tiene lugar el estreno del alumbrado por toda la avenida de El Valle, en donde se encuentra la Capilla propia  de Vera+Cruz y su inmemorial sede canónica. En la noche del viernes se lleva a cabo, en la Parroquia, el Pregón del Romerito con la asistencia de Autoridades civiles y eclesiásticas y representantes de Hermandades locales, abriéndose a continuación la Caseta de Vera+Cruz con bailes hasta la madrugada. El sábado a primeras horas de la mañana tiene lugar la Salida, desde la Ermita, del Cortejo de los romeros y las Reinas hacia los pinares en donde se recoge el romero que habrá de ser la ofrenda hacia los Sagrados Titulares. El regreso se lleva a cabo a las dos de la tarde en que todos los romeros acuden a la Ermita y saludan con sus cantes tradicionales a la Santa Cruz y a la Divina Pastora  tras esparcir el romero por las calles del pueblo entre cohetes y repiques de campanas. Por la noche, tiene lugar la Imposición de Bandas de las Reinas Salientes a las Entrantes delante de las Sagradas Titulares a las puertas de su Ermita. Después, las Sagradas Imágenes procesionan en traslado hasta la parroquia de Santiago el Mayor, en medio de una multitud de flamencas y grupos que le van cantando sevillanas entre bengalas y fuegos artificiales. Después se abre de nuevo la Caseta de Vera+Cruz con bailes hasta por la mañana. El  domingo al amanecer tiene lugar la tradicional Diana Crucera en donde jinetes y caballos van portando las Insignias de la Hermandad a los que siguen una enorme concurrencia de jóvenes bailando al son de los compases de una banda de música que los acercará hasta el domicilio de las Reinas del Romerito en donde podrá degustarse los tradicionales dulces de sartén, rosas, pestiños y piñonates. por la tarde procesionan por las calles del pueblo la Divina Pastora junto con caballos, carriolas y ocho carrozas presididas por la Santa Cruz, en la primera de ellas tras el Paso de la Divina Pastora, finalizando el cortejo la Reina Mayor de este Romerito. Sobre la una de la madrugada, con la Virgen y la Santa Cruz en las puertas de su Ermita, tiene lugar la secular Ofrenda del Romero a las Sagradas Titulares y una espléndida Función de Fuegos de artificio.
Mayor información en Huelvapedia.
La Feria es la fiesta Patronal, dedicada a Nuestra Señora del Valle Alcaldesa Perpetua del Pueblo de Hinojos. Se celebra durante la segunda semana de septiembre, el real se sitúa en "El Pino Gordo". La Virgen del Valle la visita en procesión el miércoles que es el primer día.

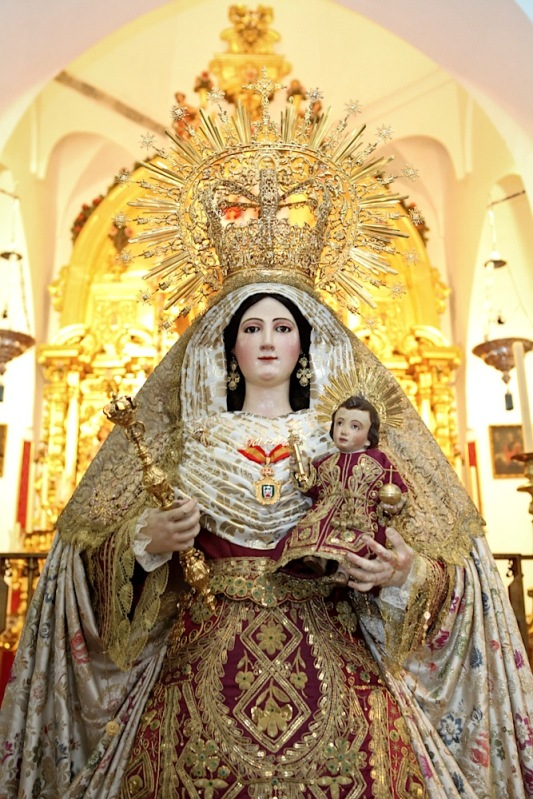
Nuestra Señora del Valle, Patrona y Alcaldesa Perpetua de Hinojos